# Alexandra Delli Colli
Alexandra Delli Colli (12 de septiembre de 1957) es una actriz de cine italiana.
Es una de las actrices italianas más importantes del género caníbal y de la novela policiaca italiana, habiendo protagonizado dos películas de culto como Zombi holocaust y Lo squartatore di New York.

## Filmografía
- Un letto in società (Catherine et Cie) de Michel Boisrond (1975)
- I ragazzi fic fic de Max Pécas (1977)
- On est venu là pour s'éclater, regia di Max Pécas (1979)
- Zombi holocaust de Marino Girolami (1979)
- Mieux vaut être riche et bien portant que fauché et mal foutu de  Max Pécas (1980)
- L'inceneritore de Pier Francesco Boscaro dagli Ambrosi (1982)
- Lo squartatore di New York de Lucio Fulci (1982)
- On l'appelle catastrophe de Richard Balducci (1983)
- Romanza final (Gayarre) de José María Forqué (1986)
- Il fascino sottile del peccato de Ninì Grassia (1987)
- Fratelli d'Italia de Neri Parenti (1989)